# Spoonful
"Spoonful" é uma canção de blues escrita por Willie Dixon e gravada pela primeira vez em 1960 por Howlin' Wolf.  É baseada em "A Spoonful Blues", uma canção gravada em 1929 por Charley Patton (Paramount 12869).  "Spoonful".  A Rock and Roll Hall of Fame listou a música como "500 canções que deram forma ao rock and roll".  "Spoonful" também está na 219ª colocação na lista das "500 melhores canções de todos os tempos" da revista Rolling Stone.
Acompanhando Howlin' Wolf (vocais), estão: Hubert Sumlin (guitarra), Freddie Robinson (guitarra), Otis Spann (piano), Fred Below (bateria), e Dixon (contrabaixo). Foi sugerido que Freddie King contribuísse com a segunda guitarra em "Spoonful", mas tanto Sumlin quanto Robinson insistiram para o papel ser desempenhado por Robinson. Em 1962, a canção foi incluída no segundo álbum de Wolf para a Chess, chamado Howlin' Wolf (Chess LP-1469). Como o primeiro álbum foi lançado em 1958, o segundo foi uma coletânea de vários singles.
Em 1968, Wolf relutantemente regravou "Spoonful", juntamente com alguns clássicos do blues, na tentativa da Marshall Chess de atualizar o som de Wolf para o nascente mercado de rock. Ao contrário de seu álbum de 1971 The London Howlin' Wolf Sessions (Chess LP-60008), em que ele foi acompanhado de estrelas do rock, como Eric Clapton, Steve Winwood, Bill Wyman e Charlie Watts, aqui ele estava acompanhado por músicos relativamente desconhecidos. O álbum resultante, The Howlin' Wolf Album (Cadet Concept LPS-319), com os seus arranjos e instrumentação "comicamente bombásticos", foi um fracasso comercial.   Wolf mostrou a sua instisfação em uma entrevista para a Rolling Stone "Man ... that stuff's dogshit" ("Cara... aquela coisa era cocô de cachorro", em tradução literal) .

## Versão dos Cream
A banda britânica de blues-rock Cream gravou "Spoonful" no seu álbum de estreia, em 1966, Fresh Cream.  No lançamento americano de Fresh Cream, "I Feel Free" foi substituído por "Spoonful". A canção foi lançada nos Estados Unidos em 1967, como um single de dois lados, mas editada de forma a que a primeira parte terminasse com um efeito de fade out e a segunda parte começasse somente depois do terceiro verso. Os Cream tocavam essa canção frequentemente nos seus concertos e a música evoluiu das suas influências de blues-rock para uma extensa improvisação com influências da cena musical de San Francisco dos anos sessenta. Uma versão ao vivo, gravada no concerto em Winterland Ballroom e incluída no seu álbum de 1968 Wheels of Fire, chega a durar quase dezassete minutos.

## Outras versões
"Spoonful" também foi gravada por artistas como The Blues Project (no seu álbum Live at The Cafe Au Go Go), Etta James (no seu álbum de 1961, At Last!), a Paul Butterfield Blues Band, Canned Heat, Dion DiMucci, Allman Joys, Shadows of Knight, Ten Years After, The Grateful Dead, Gov't Mule, The Who, Johnny Diesel (Short Cool Ones), Chris Whitley (Perfect Day), My Midnight Creeps, Blues Creation e pelo compositor Willie Dixon.